# William Cecil, 2. Earl of Exeter

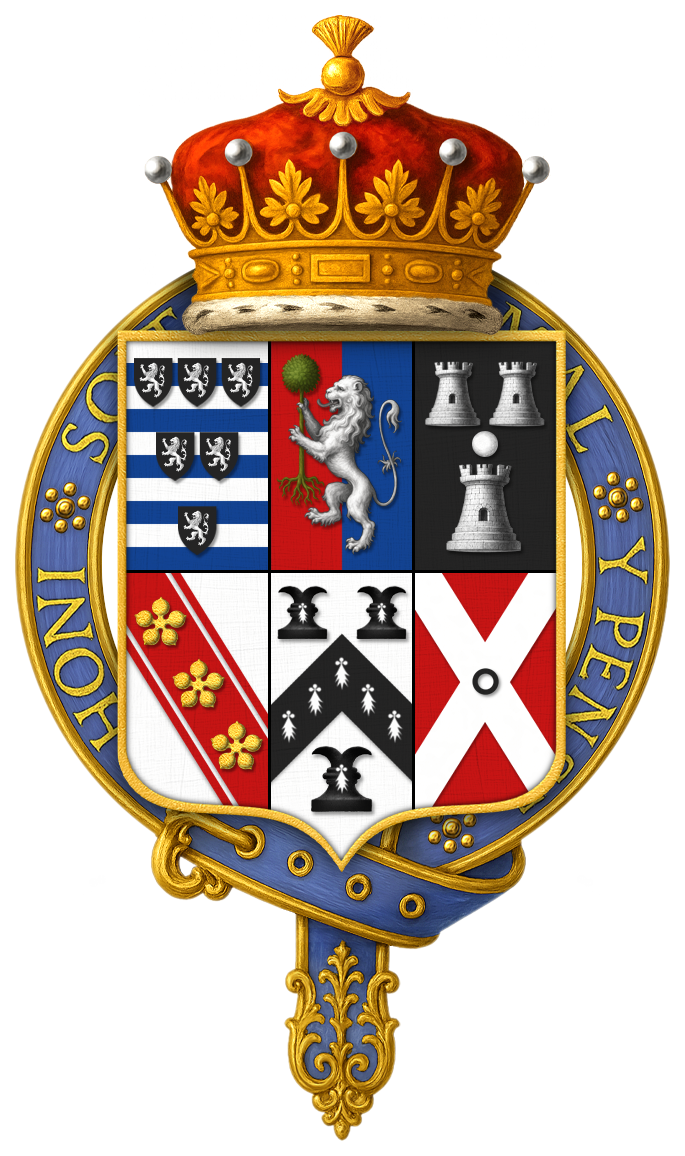
Wappen des William Cecil, 2. Earl of Exeter

William Cecil, 2. Earl of Exeter (* 1566; † 6. Juli 1640) war ein englischer Politiker und Peer.

## Leben
Er war der älteste überlebende Sohn von Thomas Cecil, 1. Earl of Exeter, aus dessen erster Ehe mit Dorothy Neville, Tochter von John Nevill, 4. Baron Latymer. Als Heir apparent seines Vaters führte er ab 1605 den Höflichkeitstitel Lord Burghley. Er wurde am Trinity College, Cambridge, ausgebildet. Bevor er in die Anwaltskammer Gray’s Inn aufgenommen wurde, bereiste er Europa.
1586 wurde er mit 20 Jahren als Burgess für Stamford ins House of Commons gewählt und 1589 wiedergewählt. 1597 wurde er als Knight of the Shire für Rutland gewählt. 1603 wurde er zum Knight Bachelor geschlagen.
Beim Tod seines Vaters erbte er 1623 dessen Adelstitel als 2. Earl of Exeter und 3. Baron Burghley und übernahm dessen Amt als Lord-Lieutenant von Northamptonshire. 1625 wurde er Knight Companion des Hosenbandordens und 1626 Mitglied des Privy Council.
1589, heiratete er Elizabeth Manners, das einzige Kind des Edward Manners, 3. Earl of Rutland. Ihr einziges Kind war:
- William Cecil, 16. Baron de Ros (1590–1618).

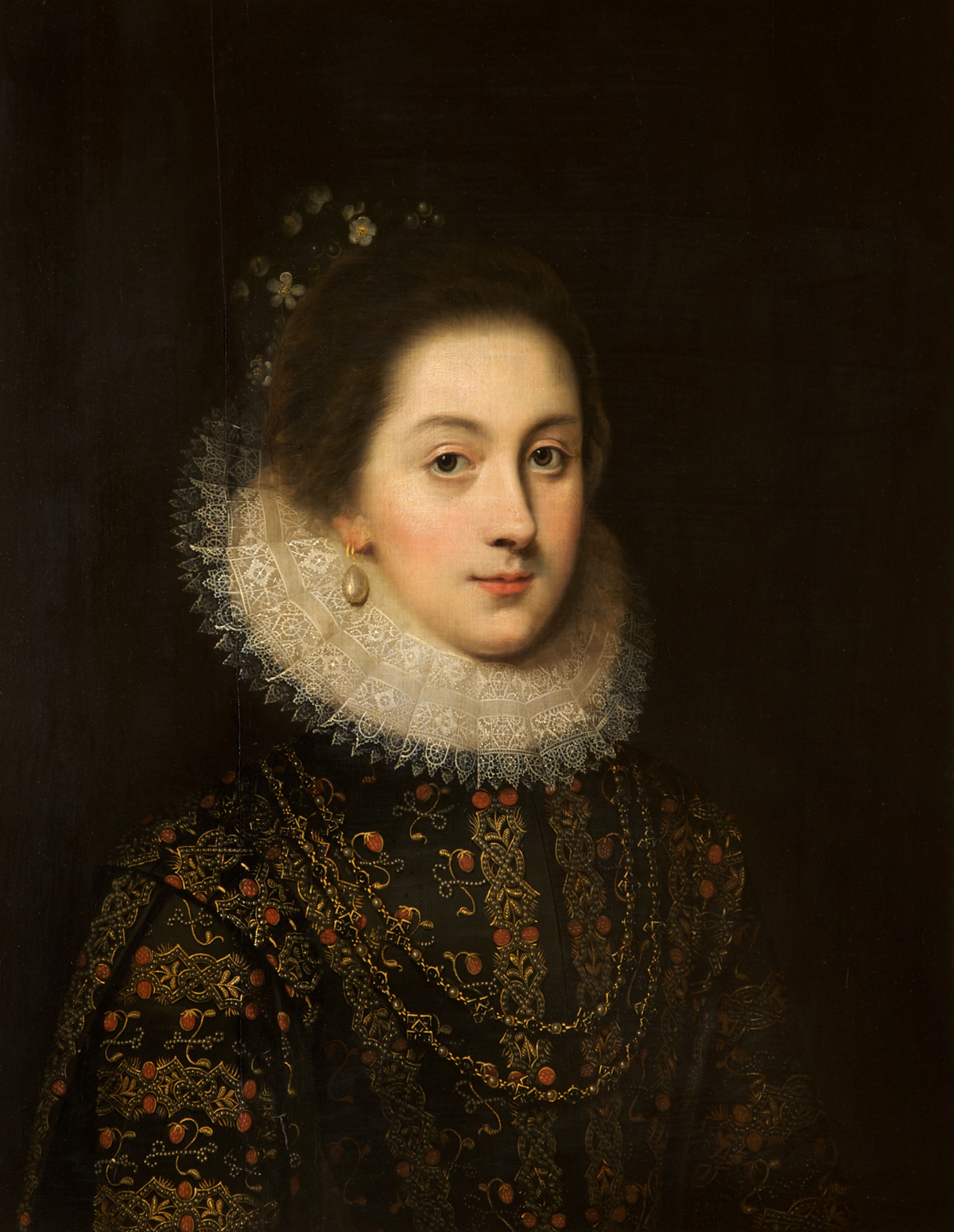
William Cecils zweite Tochter Elizabeth Cecil

Elizabeth starb 1591 und William heiratete Elizabeth Drury, Tochter von Sir William Drury und Elizabeth Stafford. Sie hatten drei Töchter:
- Lady Anne Cecil ⚭ Henry Grey, 1. Earl of Stamford;
- Lady Elizabeth Cecil († 1672) ⚭ Thomas Howard, 1. Earl of Berkshire;
- Lady Diana Cecil († 1658), ⚭ (1) Henry de Vere, 18. Earl of Oxford, ⚭ (2) Thomas Bruce, 1. Earl of Elgin.

Da sein einziger Sohn bereits 1618 kinderlos gestorben war, erbte sein Neffe David Cecil 1640 seine Adelstitel.